# هايدي (أنمي)
هايدي أو فتاة الالب هايدي (باليابانية: アルプスの少女ハイジ) مسلسل أنمي ياباني أنتج عام 1974 بواسطة شركة زييو إيزو اليابانية. مخرج المسلسل هو إيزاو تاكاهاتا ومصمم الرسوم هو هاياو ميازاكي.

## القصة
قصة المسلسل مقتبسة من رواية هايدي للكاتبة السويسرية يوهانا شبيري،و تدور أحداثها حول تلك الطفلة التي كانت تعيش مع عمتها والتي كانت تريد التركيز على مهنتها، فأخذتها إلى جدها الذي يعيش في جبال الألب وكان رجلا عجوزا يعيش في كوخ ألبي بعيد عن القرية، والذي بدوره رفض إرسال هايدي للمدرسة وبدلا من ذلك قام بإرسالها مع بيتر الراعي الصغير لتقوم بالرعي، إلى أن أتت عمتها مرة أخرى وأخبروها نساء القرية أن الجد لم يرسل هايدي إلى المدرسة للتعلم وبهذا أخذت هايدي وأرسلتها إلى فرانكفورت للبقاء مع أسرة ثرية وقدمت عمة هايدي إلى الآنسة لوتينماير للتعرف عليها لكن الآنسة لم تقتنع ببقاء هايدي مع كلير لأن كلير أكبر من هايدي بأربع سنوات حينها ودعت العمة الآنسة تاركة هايدي في القصر على الرغم من رفض الآنسة ابقاء هايدي في القصر وبقت هايدي مع كليرا الطفلة المشلولة.
بدأت هايدي بالتعلم شيئا فشيئا بمساعدة جدة الطفلة المشلولة كلير، لم تستطع هايدي الانضباط نظرا لصرامة الآنسة لوتينماير لأن الآنسة تنتمي إلى الطبقة البرجوازية التي كانت تعيش معهم، إلى أن بدأت هايدي بالشعور بالحنين إلى الوطن وغلبها الإعياء إلى أن عادت أدراجها إلى الوطن بفضل والد كلير الذي أجبر الآنسة لوتينماير على مغادرة هايدي والرجوع إلى الجبال، وبعد مدة أرسلت كلير رسالة إلى هايدي تخبرها بأنها ستزور جبال الألب قريباً لكن بشرط أن يزور طبيب كلير أولاً إلى الجبال للتأكد من ملائمة المكان لكنه رفض بسبب طبيعة الجبال الوعرة لكن هايدي غضبت وبعد عدة محاولات أستطاعت أن تقنع الطبيب بزيارة كلير إلى الجبال بسبب وجود الطبيعة الجميلة والمراعي وبالتالي زارت كلير ومعها الآنسة لوتينماير إلى الجبال وأقاموا في بيت الجد الشتوي أسفل الجبل بالقرب من القرية لكن الآنسة لوتينماير لم تستطع البقاء طويلاً وغادرت مبكراً إلى فرانكفورت وبالتالي زارت جدة كلير القرية وكانت هايدي وكلير سعيدتان بزيارة الجدة وقبل مغادرتها القرية نصحت كلير بالقيام بالتمارين للتمكن من المشي وبعد مدة استطاعت كلير المشي بفضل مساعدة هايدي وبيتر على تجاوزها هذه المحنة وبعد ذلك زارت الجدة ووالد كلير واندهشا من شفاء كلير وتمكنها من المشي ثم ودعا هايدي والجد وبيتر ورجعا إلى فرانكفورت.

## الشخصيات
- هايدي (ハイジ)

أداء صوتي: كازوكو سوجياما
- ارومو اونجي / جد هايدي (アルムおんじ)

أداء صوتي: كوهي مياوتشي (اليابانية)، غسان المشيني (العربية)
- بيتر / راعي الماعز (ペーター)

أداء صوتي: نوريكو أوهارا
- كلارا سيزمان (クララ・ゼーゼマン)

أداء صوتي: ريكو يوشيدا
- الطبيب

أداء صوتي: يوشياكي نيموتو (اليابانية)، زهير حداد (العربية)
- العمة ديتي

أداء صوتي: تايكو ناكانيشي (اليابانية)، سميرة شامية (العربية)
- الآنسة روتنماير (ロッテンマイヤー)

أداء صوتي: ميوكو أسو (اليابانية)، فريال قاسم (العربية)
- سيبستيان (セバスチャン)

أداء صوتي: كانيتا كيموتسوكي (اليابانية)، زهير حداد (العربية)
- السيد سيزمان (ゼーゼマン)

أداء صوتي: تايمي سوزوكي (اليابانية)، غسان المشيني (العربية)
- الجدة

أداء صوتي: ناتسوكو كاواجي
- بركيت / والدة بيتر

أداء صوتي: اكيكو تسوبوي (اليابانية)، فريال قاسم (العربية)
- جوهان (ヨハン)

أداء صوتي: يوشياكي نيموتو

## وصلات خارجية
- الموقع الرسمي (باليابانية)
- معرض فنون هايدي الذي أقيم عام 2005 بمتحف جيبلي (بالإنجليزية)
- هايدي على موقع IMDb (الإنجليزية)
- هايدي على موقع ليتربوكسد (الإنجليزية)
- هايدي على موقع كينوبويسك (الروسية)
- هايدي على موقع ألو سيني (الفرنسية)
- هايدي على موقع قاعدة بيانات الفيلم (الإنجليزية)
- هايدي على موقع ANN anime (الإنجليزية)